# 南京路 (天津市)
南京路是中国天津市和平区内环线的一条主要干道，该道路在二十世纪七十年代前被墙子河一分为二，其中墙子河北岸的道路于1945年由天津市政府命名为南京路。1970年至1973年间，天津市人民政府在修建天津地铁既有线时将墙子河填埋形成大道，1973更名胜利路，1984年复名南京路。
目前，南京路与卫津路、滨江道、营口道、曲阜道等主要干道相交，并穿起海光寺、滨江道、小白楼等重要商圈。

## 历史

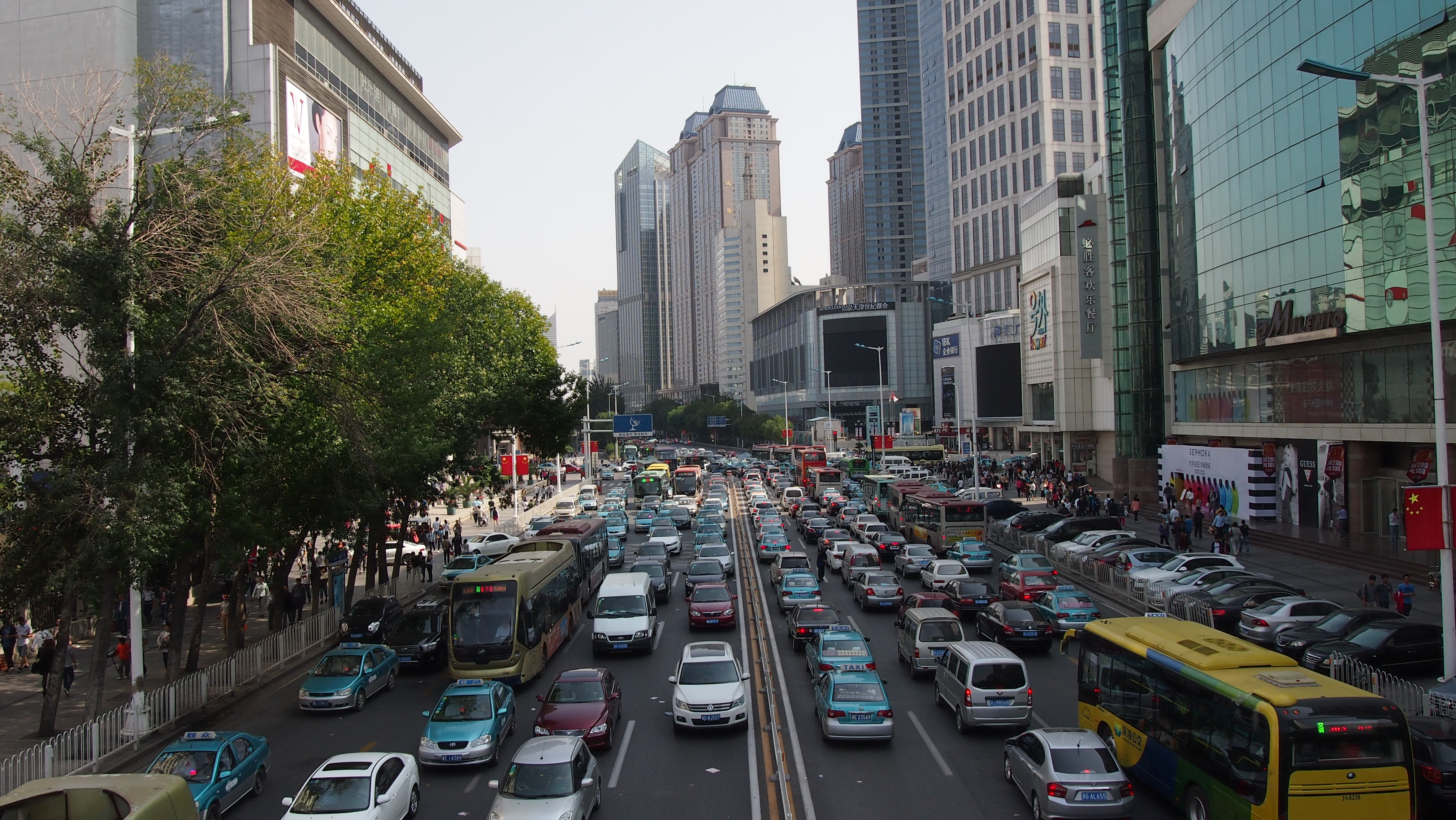
南京路

南京路原址为天津老城外的墙子河。20世纪初，天津英租界、天津法租界和天津日租界先后扩展到这里。当时，墙子河两岸分别修筑了两条道路。其中墙子河南岸的道路称小河道（Creek Road），又称“天津英租界32号路”。而北岸的道路分为三段，其中，天津英租界部分（今徐州道至营口道一段）称为围墙道（Elgin Road），又称“天津英租界29号路”；天津法租界部分（今营口道至锦州道一段）称为甘领事路又称“天津法租界39号路”；天津日租界部分（锦州道至南门外大街一段）称为住吉街。1945年，天津市政府光复后以中华民国首都南京市和当时最大城市上海市将墙子河南北两岸的道路统一改名为上海道和南京路。1970年4月7日，天津市革命委员会决定修建地下战备通道。1970年4月14日，天津市革命委员会成立墙子河改造工程指挥部，史称“7047工程指挥部”。此后，天津地铁既有线第一期工程海光寺至鞍山桥段试验段开工，墙子河被填埋并形成大道。1973年，当时的天津市革命委员会将其命名胜利路。1984年，天津市人民政府恢复其原名南京路。两侧人行道均宽5米。经过多次改造，现已成为主要干道。

## 现况与发展

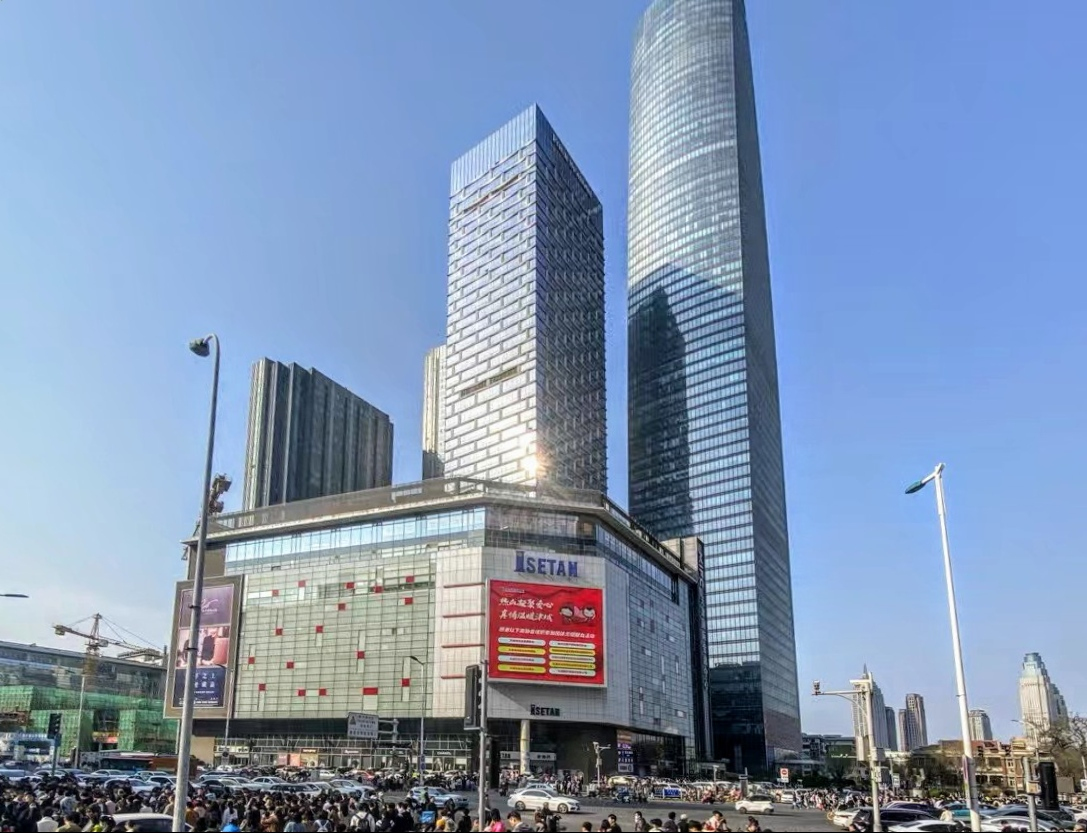
南京路与营口道交口的天津国际金融中心

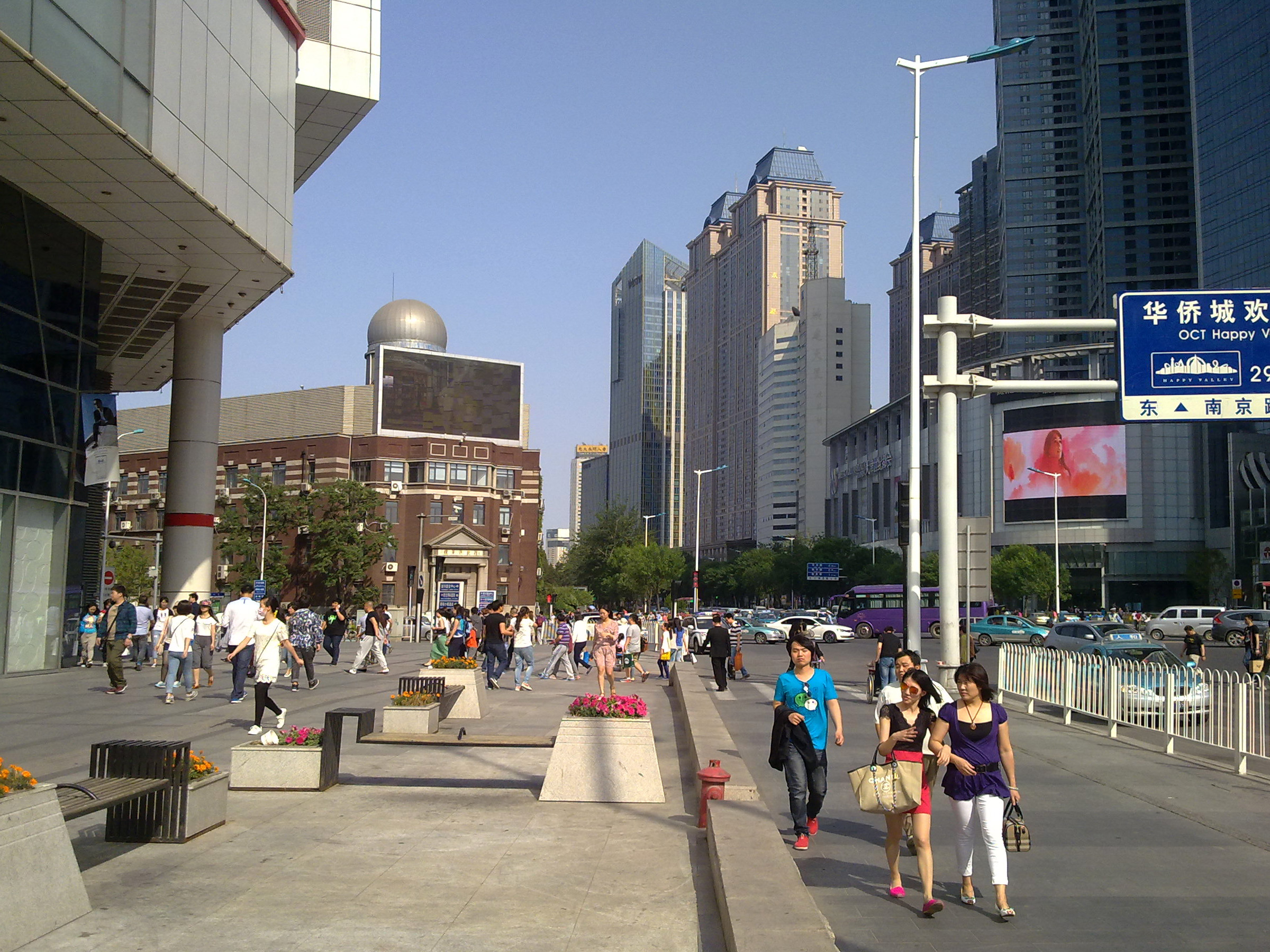
南京路与营口道交口

南京道目前东到台儿庄路，西接长江道，全长4764米，车行道宽60米，两侧人行道均宽5米，为沥青路面。沿途建有有今晚报大厦、天津经济联合大厦、河川大厦、联通大厦、电报大厦、天津中心、吉利大厦、国际商场、伊势丹、津汇、和记黄埔大厦、诚基中心、城建大厦、君隆广场、友谊宾馆、国际大厦等建筑，将IT产业、文化科技区、地铁商圈、大型商场、写字楼群串连起来，形成天津重要的城市发展集群。天津地铁一号线亦穿过南京路，并设有海光寺站、鞍山道站、营口道站、小白楼站。

## 沿街著名建筑
南京路现存比较著名的建筑有：

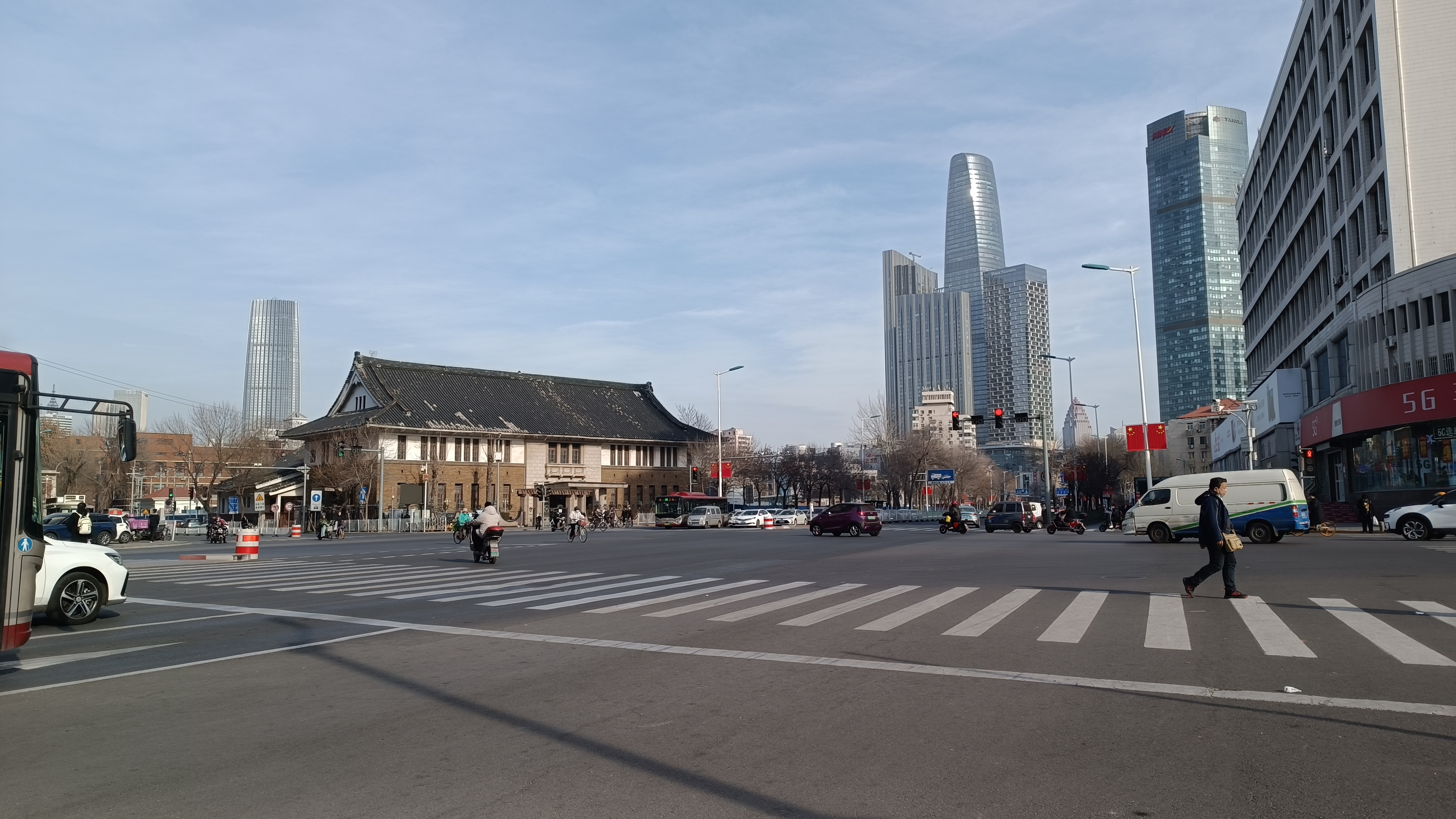
南京路武德殿

- 天津市文物保护单位：武德殿，南京路228号。
- 天津市文物保护单位：耀华学校礼堂，南京路106号。
- 天津市历史风貌建筑：天津犹太教堂。[4]
- 天津市海河中学（南京路5号）
- 天津市耀华中学（南京路106号）

## 交汇道路
目前，与南京路相交汇的主要道路有：
- 长江道
- 南开三马路
- 南开二马路
- 万德庄南北街
- 南门外大街
- 卫津路
- 新兴路 原海光寺路
- 万全道 原伏见街
- 鞍山道 原宫岛街
- 四平西道
- 哈密道 原松岛街
- 昆明路
- 沈阳道 原蓬莱街
- 锦州道 原秋山街
- 贵阳路
- 长春道 原窦总领事路

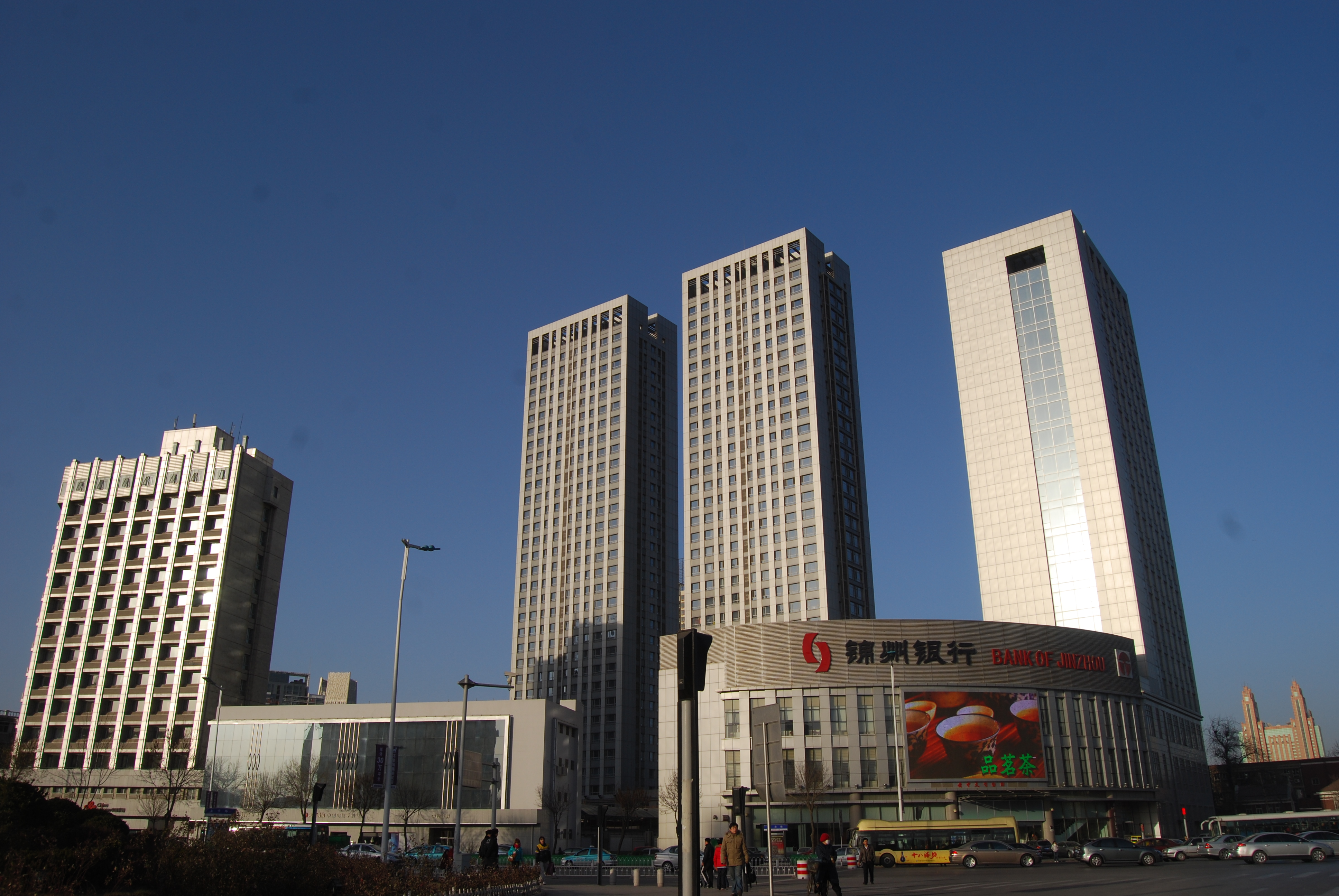
南京路与鞍山道交口

- 滨江道 原福煦将军路（Avenue Général Foch）
- 哈尔滨道 原贝拉扣路
- 赤峰道 原丰领事路
- 营口道 天津法租界原圣鲁易路（Rue Saint Louis ）
天津英租界原宝士徒道（Bristow Road）
- 长沙路 原伯斯道（Perth Road）
- 山西路 原利斯克目道（Licum Road）和三安道（Shannon Road）
- 河北路 原威灵顿道（Wellington Road）和盛茂道（Seymour Road）
- 成都道 原伦敦道（London Road）
- 新华路 原红墙道（Recreation Road）和牛津道（Oxford Road）
- 泰安道 原咪哆士道（Meadours Road）
- 湖北路 原戈登道（Gordon Road）和怡丰道（Avon Road）
- 曲阜道 原革事道（Council Road）
- 郑州道 都柏林道（Dublin Road）
- 浙江路 原马厂道（Race Course Road）
- 开封道 克森士道（Cousins Road）
- 徐州道 原狄更生道（Dickinson Road）
- 马场道 原马厂道（Race Course Road）
- 蚌埠道 原罗尔沙伊特街
- 合肥道 原天津德租界E街
- 大沽南路 原大沽街
- 镇江道 原施赖雅街
- 浦口道 原纪念碑街
- 解放南路 原威廉街（Wilhelm Strass）
- 台儿庄路 原海滨街